# 5. maj
5. maj je 125. dan leta (126. v prestopnih letih) v gregorijanskem koledarju. Ostaja še 240 dni.

## Dogodki
- 1260 – Kublajkan postane mongolski kan
- 1789 – prvič po 150 letih so sklicani francoski splošni stanovi
- 1891 – v New Yorku odprt Carnegie Hall
- 1912 – začetek petih olimpijskih iger
- 1922 – v Ford model T vgrajen prvi avtoradio
- 1924 – podpisana pravila Ljubljanske borze
- 1942 – britanske oborožene sile se izkrcajo na Madagaskarju
- 1945 –
  - v Ajdovščini je ustanovljena Narodna vlada Slovenije, t. i. ajdovska vlada
  - kapitulacija nemške posadke na Nizozemskem
  - vstaja v Pragi
  - ljubljanski škof Gregorij Rožman pobegne v Avstrijo
- 1949 – ustanovljen Svet Evrope
- 1955 – konec okupacije Zvezne republike Nemčije

## Rojstva
- 1210 – Alfonz III., portugalski kralj († 1279)
- 1282 – Don Juan Manuel, kastiljski princ, pisec, moralist († 1348)
- 1352 – Rupert Wittelsbaški, pfalški volilni knez, nemški kralj († 1410)
- 1504 – Stanisław Hozjusz - Stanislaus Hosius, poljski kardinal († 1579)
- 1722 – Anton Cebej, slovenski slikar († 1774 ali pozneje)
- 1747 – Leopold II. Habsburško-Lotarinški, rimsko-nemški cesar († 1792)
- 1752 – Johann Tobias Mayer, nemški fizik, matematik († 1830)
- 1813 – Søren Kierkegaard, danski filozof († 1855)
- 1818 – Karl Marx, nemški politični filozof in ekonomist († 1883)
- 1819 – Stanisław Moniuszko, poljski skladatelj († 1872)
- 1828 – Albert Marth, nemški astronom († 1897)
- 1833 – August Fick, nemški jezikoslovec († 1916)
- 1846 – Henryk Sienkiewicz, poljski pisatelj, nobelovec 1905 († 1916)
- 1852 – Pietro Gasparri, italijanski kardinal († 1934)
- 1864 – Nellie Bly, ameriška novinarka († 1922)
- 1883 – Petar Konjović, srbski skladatelj († 1970)
  - Archibald Wavell, britanski feldmaršal († 1950)
- 1901 – William McTear - Blind Willie McTell, ameriški blues pevec, kitarist († 1959)
- 1921 – Arthur Leonard Schawlow, ameriški fizik, nobelovec 1981 († 1999)
- 1930 – Michael James Adams, ameriški vojaški pilot, astronavt († 1967)
- 1972 – Brigitta Boccoli, italijanska gledališka in filmska igralka
- 1988 – Adele, angleška soul pevka
- 1996 – Jai Hindley, avstralski cestni kolesar

## Smrti
- 1028 – Alfonz V., kralj Leona in Galicije (* 994)
- 1061 – Humbert iz Moyenmoutiera, papeški odposlanec, teolog (* 1006)
- 1194 – Kazimir II. Pravični, poljski nadvojvoda (* 1138)
- 1237 – Fudživara Ietaka, japonski pesnik (* 1158)
- 1243 – Hubert de Burgh, angleški plemič, regent, 1. grof Kent (* 1170)
- 1257 – Hakon Hakonsson mlajši, norveški sokralj (* 1232)
- 1309 – Karel II. Anžujski, neapeljski kralj (* 1254)
- 1320 – Peter iz Aspelta, nadškof Mainza (* 1245)
- 1338 – Cunenaga, japonski princ (* 1324)
- 1632 – Manoel de Sousa Coutinho - Luís de Sousa, portugalski zgodovinar (* 1555)
- 1705 – Leopold I. Habsburški, rimsko-nemški cesar (* 1640)
- 1808 – Pierre Jean George Cabanis, francoski fiziolog in filozof (* 1757)
- 1821 – Napoléon Bonaparte, francoski cesar (* 1769)
- 1859 – Johann Peter Gustav Lejeune Dirichlet, nemški matematik (* 1805)
- 1893 – Josip Cimperman, slovenski pesnik (* 1847)
- 1897 – James Theodore Bent, angleški raziskovalec, arheolog (* 1852)
- 1900 – Ivan Konstantinovič Ajvazovski, armensko-ruski slikar (* 1817)
- 1944 – Bertha Benz, žena Karla Benza, prva oseba, ki je vozila avtomobil na dolgi razdalji (* 1849)
- 1945 – Guðmundur Kamban, islandski pisatelj, dramatik (* 1888)
- 1945 – René Lalique, francoski draguljar (* 1860)
- 1951 – John Flynn, avstralski duhovnik, letalec (* 1880)
- 1975 – Vera Volkova, ruska učiteljica baleta (* 1904)
- 1977 – Ludwig Erhard, nemški ekonomist, kancler (* 1897)
- 1981 – Robert George »Bobby« Sands, irski upornik (* 1954)
- 1990 – Walter Bruch, nemški inženir (* 1908)
- 1995 – Mihail Mojisejevič Botvinnik, ruski šahist (* 1911)
- 1997 – Lojze Rozman, slovenski gledališki, filmski, TV igralec (* 1930)
- 2004 – Clement »Sir Coxsone« Dodd, jamajški glasbeni producent (* 1932)
- 2007 – Theodore Harold Maiman, ameriški fizik in izumitelj laserja (* 1927)

## Prazniki in obredi
- Etiopija – dan rodoljubov
- Japonska – dan otrok (子供の日)
- Evropa – dan Evrope
- Mehika – Cinco de Mayo